# Octonoba longshanensis
Octonoba longshanensis es una especie de araña araneomorfa del género Octonoba, familia Uloboridae. Fue descrita científicamente por Xie et al. en 1997.
Habita en China.